# معلمة البيانو
معلمة البيانو (بالألمانية: Die Klavierspielerin) هي رواية من تأليف الكاتبة النمساوية إلفريدي يلينيك الحاصلة على جائزة نوبل للأدب 2004.ٍالنسخة الأصلية بالألمانية نُشرت في النمسا، حيث تُعد ألفريدة يلينيك من أبرز الأصوات الأدبية هناك.وصدرت ترجمتها عن دار طوى للنشر عام 2013، لخالد الجبيلي، وتم توزيعها من خلال منشورات الجمل في طبعتها العربية الأولى

## عن الراوية
أحداث حبكة الرواية تكاد تكون محدودة في حكاية الفتاة «أريكا» معلمة البيانو وأمها التي حددت لها ماضيها وحاضرها ومستقبلها وفرضت عليها رقابة دائمة وبالتالي عقاب دائم، عكست تسلطها على نفسية الفتاة بحيث نتج عن ذلك شخصية غير سوية في الحياة ((تسرق وتتلصص على ممارسي الجنس، وتؤذي تلاميذها، وتكذب في المعلومات، وتضطهد حبيبها وتلميذها في علاقتهما الشخصية وتطلب منه ممارسة سادية عنيفة عليها)) لكل هذا تفشل في علاقتها مع تلميذها الذي أحبها وأحبته دون أن تعرف كيف تعبر عن حبها بشكل سوى تماما كما فشلت في أول حفل شاركت فيه بسبب سوء اختيارها لمعزوفة تناسب الجمهور الذي تعالت عليه وأساءت فهمه.

((تقع معلمة البيانو إريكا البالغة من العمر 36 عامًا ضحية الترهيب والإرهاب من قبل الأم: نظرًا لفشلها في التعليم والتنشئة الاجتماعية، يمكنها فقط التعامل مع أشخاص آخرين في سياق السيطرة والاضطهاد. نظرًا لعدم قدرتها على التعبير عن المشاعر أو الانفتاح على الآخرين، أو الاهتمام بالآخرين، فإنها تحرص على عدم اقتراب أي شخص من مكان إبنتها، وأنها تتخفى خلف واجهة كونها أستاذة متميزة.)) 

والرواية حافلة بالجماليات: بالشعرية المكثفة، بالمفارقات، وتناغم الإيقاعات والتضاد، الزمان والمكان يتداخلان ويتقاطعان رأسيا وأفقيا. كل ذلك يشكل مداخل مستقلة لدراسة لا يتسع لها هذا السياق).
رواية (معلمة البيانو) أنتجت سينمائيا في 2001، وأنتجت تلفزيونيا، وهي من الروايات التي تكشف العنف والقهر التربوي الأبوي في المجتمع النمساوي، وبالطبع في أي مجتمع، وقد تميزت بلغة موسيقية وإيقاعية لغوية وجرأة جنسية. تحتاج إلى قارىء صبور. فهي رواية طويلة حافلة بالتفاصيل التي تصل أحيانا إلى درجة الملل. لكن من يقرأؤها كاملة لا يستطيع أن ينسى أثرها لزمن طويل.

## شخصيات الرواية
- إريكا كوهوت:البطلة الرئيسية، معلمة بيانو في منتصف الثلاثينيات،تعيش مع والدتها في علاقة قائمة على السيطرة والاضطهاد،تعاني من اضطرابات نفسية وسلوكية، وتلجأ إلى التلصص والسادية،تمثل نموذجاً للمرأة المقهورة التي تحاول التمرد على القيود الاجتماعية والأسرية.
- والدة إريكا:شخصية سلطوية، تتحكم في حياة ابنتها بشكل خانق،تمثل السلطة الأبوية القمعية التي تسلب الفرد حريته وهويته،علاقتها بابنتها تتسم بالعنف العاطفي والابتزاز النفسي.
- فالتر كليمر:طالب شاب في صف البيانو، يقع في حب إريكا،يمثل الجيل الجديد الذي يحاول فهم الحب بطريقة رومانسية،علاقته بإريكا تتحول إلى صراع نفسي وجسدي معقد، ينتهي بالفشل.[7]

## اقتباسات
"الحياة في هذا المجتمع تشبه الأدغال: إما أن تكون الفريسة أو الصياد." تعكس هذه العبارة نقد يلينيك للمجتمع البرجوازي النمساوي، حيث تسود علاقات القوة والهيمنة.
"إريكا لا تعرف كيف تحب، لأنها لم تُمنح فرصة لتتعلم الحب." تلخص هذه الجملة مأساة البطلة التي نشأت في بيئة قمعية، مما جعلها عاجزة عن التعبير العاطفي .
"الأم لا تربي، بل تسيطر. لا تحب، بل تبتز." وصف دقيق للعلاقة السامة بين إريكا ووالدتها، والتي تمثل جوهر الرواية .

"كلما حاولت أن تعزف، كانت أنشوطة الزمن تشتد حول رقبتها." اقتباس شعري يصف كيف يتحول الفن إلى عبء في ظل القمع الأسري.

## أسلوب الرواية
تتسم رواية معلمة البيانو بأسلوب سردي مباشر يميل إلى الجفاف الظاهري، لكنه يخفي توتراً داخلياً عميقاً. تستخدم الكاتبة لغة دقيقة ومكثفة، تخلو من الزخرفة، وتعتمد على الجمل القصيرة والإيقاع المتوتر. يتداخل السرد مع الوصف النفسي، مما يعكس اضطراب الشخصيات وتناقضاتها. كما تتجنب يلينيك الأساليب التقليدية في بناء الحبكة، وتلجأ إلى تفكيك الزمن وتسلسل الأحداث، ما يمنح الرواية طابعاً تجريبياً. يُلاحظ أيضاً غياب التعاطف العاطفي في السرد، حيث تتعامل الكاتبة مع شخصياتها ببرود تحليلي، ما يعزز من الطابع النقدي والاجتماعي للنص.

## روابط خارجية
- معلمة البيانو على موقع الموسوعة البريطانية (الإنجليزية)